# マテヤ・ケジュマン
マテヤ・ケジュマン（セルビア語: Матеја Кежман / Mateja Kežman, 1979年4月12日 - ）は、セルビア・ベオグラード出身の元サッカー選手、現サッカー代理人（スポーツエージェント）。現役時代はセルビア・モンテネグロ代表でポジションはフォワード。

## 経歴
パルチザン・ベオグラードユースに入団後、ユーゴスラビア（当時）のクラブチームを転々とし、1998年に古巣パルチザンに復帰。1998-99シーズンには28得点を挙げてリーグ得点王となった。
2000年、オランダのPSVアイントホーフェンへ移籍。故障に苦しむエース、ルート・ファン・ニステルローイに取って代わり、24得点を挙げる活躍で得点王を獲得するとともにリーグ優勝に貢献。ユーゴスラビア代表にも招集され、5月25日の中国戦で代表デビュー、EURO2000にも出場した。
この頃、クラブの本拠地フィリップス・スタディオンではPSVの得点の度にバットマンのテーマ曲が流れるようになっており、2002年から同僚となったアリエン・ロッベンとともに「バットマンとロッベン」（「バットマンとロビン」をもじったもの）と呼ばれ、「バットマン」のニックネームが定着した。
PSV在籍の4シーズンで3回リーグ得点王を獲得し、国名がセルビア・モンテネグロとなった代表でも中心選手として活躍していたが、EURO2004予選時に当時の監督だったデヤン・サビチェビッチとの確執が表面化し代表を離脱、ケジュマンを欠いたセルビア・モンテネグロは本戦出場を逃した。
2004年夏に約500万ポンドの移籍金で大型補強を進めていたイングランドのチェルシーへ移籍する。しかし攻撃陣の層が厚かったこともあって先発出場は14試合に留まり、クラブはリーグ優勝を果たしたものの、不遇のシーズンとなった。
翌2005年、出場機会を求めスペインのアトレティコ・マドリードへ移籍。ワールドカップ欧州予選では代表へ復帰し、同組のスペインを抑え1位通過を果たす。ワールドカップ本大会でも2試合に先発したが、チームは3戦全敗しグループステージで敗退した。
ワールドカップ後の2006年8月、トルコのフェネルバフチェSKに移籍。移籍1年目では中々結果が残せなかったが、翌2007-08シーズンではリーグ戦で11得点と活躍し復活の兆しを見せた。
2008年、パリ・サンジェルマンFCへレンタル移籍。この契約には1部残留を果たせば自動的に買取りとなるオプションが付き、クラブが残留を決めた2009年に完全移籍した。しかし終始控えに甘んじることとなり、高額年俸もネックとなったことから、8月に半年間の契約でゼニト・サンクトペテルブルクへレンタルで放出された。同年12月ゼニトは買取りオプションを行使せず、パリ・サンジェルマンへ復帰した。パリ復帰後は半ば戦力外の様な扱いとなり、2010年11月に契約を解除した。
2011年1月20日、香港リーグの南華足球隊との契約が発表された。
2012年1月、現役を引退した。引退後は代理人として活動しており、主な顧客にセルゲイ・ミリンコヴィッチ＝サヴィッチなどがいる。

## 個人成績
2012年5月21日現在
| クラブ成績     | クラブ成績               | クラブ成績                 | リーグ | リーグ | カップ     | カップ     | リーグ杯 | リーグ杯 | 国際大会   | 国際大会   | 通算 | 通算 |
| シーズン       | クラブ                   | リーグ                     | 出場   | 得点   | 出場       | 得点       | 出場     | 得点     | 出場       | 得点       | 出場 | 得点 |
| ユーゴスラビア | ユーゴスラビア           | ユーゴスラビア             | リーグ | リーグ | カップ     | カップ     | リーグ杯 | リーグ杯 | 国際大会   | 国際大会   | 通算 | 通算 |
| -------------- | ------------------------ | -------------------------- | ------ | ------ | ---------- | ---------- | -------- | -------- | ---------- | ---------- | ---- | ---- |
| 1997-98        | スメデレボ               | 1部リーグ                  | 14     | 4      | -          | -          | -        | -        | -          | -          | 14   | 4    |
| 1998-99        | パルチザン               | 1部リーグ                  | 22     | 6      | 6          | 2          | -        | -        | 5          | 0          | 33   | 8    |
| 1999-00        | パルチザン               | 1部リーグ                  | 32     | 27     | 2          | 2          | -        | -        | 7          | 6          | 41   | 35   |
| オランダ       | オランダ                 | オランダ                   | リーグ | リーグ | KNVB杯     | KNVB杯     | リーグ杯 | リーグ杯 | ヨーロッパ | ヨーロッパ | 通算 | 通算 |
| 2000-01        | PSV                      | エールディヴィジ           | 33     | 24     | 4          | 3          | -        | -        | 11         | 4          | 48   | 31   |
| 2001-02        | PSV                      | エールディヴィジ           | 27     | 15     | 2          | 1          | -        | -        | 11         | 3          | 40   | 19   |
| 2002-03        | PSV                      | エールディヴィジ           | 33     | 35     | 3          | 4          | -        | -        | 6          | 0          | 42   | 39   |
| 2003-04        | PSV                      | エールディヴィジ           | 29     | 31     | 1          | 0          | -        | -        | 12         | 6          | 42   | 37   |
| イングランド   | イングランド             | イングランド               | リーグ | リーグ | FAカップ   | FAカップ   | FLカップ | FLカップ | ヨーロッパ | ヨーロッパ | 通算 | 通算 |
| 2004-05        | チェルシー               | プレミアリーグ             | 25     | 4      | 3          | 1          | 4        | 2        | 9          | 0          | 41   | 7    |
| スペイン       | スペイン                 | スペイン                   | リーグ | リーグ | 国王杯     | 国王杯     | リーグ杯 | リーグ杯 | ヨーロッパ | ヨーロッパ | 通算 | 通算 |
| 2005-06        | アトレティコ・マドリード | プリメーラ                 | 30     | 8      | 3          | 2          | -        | -        | -          | -          | 33   | 10   |
| トルコ         | トルコ                   | トルコ                     | リーグ | リーグ | トルコ杯   | トルコ杯   | リーグ杯 | リーグ杯 | ヨーロッパ | ヨーロッパ | 通算 | 通算 |
| 2006-07        | フェネルバフチェ         | スーパーリーグ             | 24     | 9      | 2          | 0          | -        | -        | 7          | 2          | 33   | 11   |
| 2007-08        | フェネルバフチェ         | スーパーリーグ             | 22     | 11     | 4          | 5          | -        | -        | 9          | 2          | 37   | 18   |
| フランス       | フランス                 | フランス                   | リーグ | リーグ | フランス杯 | フランス杯 | リーグ杯 | リーグ杯 | ヨーロッパ | ヨーロッパ | 通算 | 通算 |
| 2008-09        | パリ・サンジェルマン     | リーグ・アン               | 21     | 3      | 2          | 2          | 4        | 0        | 8          | 3          | 35   | 8    |
| ロシア         | ロシア                   | ロシア                     | リーグ | リーグ | ロシア杯   | ロシア杯   | リーグ杯 | リーグ杯 | ヨーロッパ | ヨーロッパ | 通算 | 通算 |
| 2009           | ゼニト                   | プレミアリーグ             | 10     | 2      | 0          | 0          | -        | -        | 0          | 0          | 10   | 2    |
| フランス       | フランス                 | フランス                   | リーグ | リーグ | フランス杯 | フランス杯 | リーグ杯 | リーグ杯 | ヨーロッパ | ヨーロッパ | 通算 | 通算 |
| 2009-10        | パリ・サンジェルマン     | リーグ・アン               | 13     | 2      | 2          | 0          | 0        | 0        | 0          | 0          | 15   | 2    |
| 2010-11        | パリ・サンジェルマン     | リーグ・アン               | 1      | 0      | 0          | 0          | 0        | 0        | 1          | 0          | 2    | 0    |
| 香港           | 香港                     | 香港                       | リーグ | リーグ | FA杯       | FA杯       | リーグ杯 | リーグ杯 | アジア     | アジア     | 通算 | 通算 |
| 2010-11        | 南華                     | 甲組リーグ                 | 6      | 2      | 2          | 2          | 1        | 2        | 5          | 1          | 14   | 7    |
| ベラルーシ     | ベラルーシ               | ベラルーシ                 | リーグ | リーグ | カップ     | カップ     | リーグ杯 | リーグ杯 | ヨーロッパ | ヨーロッパ | 通算 | 通算 |
| 2011           | BATE                     | ベラルーシ・プレミアリーグ | 6      | 0      | 0          | 0          | 0        | 0        | 5          | 0          | 11   | 0    |
| 香港           | 香港                     | 香港                       | リーグ | リーグ | FA杯       | FA杯       | リーグ杯 | リーグ杯 | アジア     | アジア     | 通算 | 通算 |
| 2012           | 南華                     | 甲組リーグ                 | 0      | 0      | 0          | 0          | 0        | 0        | 0          | 0          | 0    | 0    |
| 総通算         | 総通算                   | 総通算                     | 334    | 179    | 36         | 24         | 9        | 4        | 96         | 27         | 475  | 234  |

## 代表歴

### 出場大会
- ユーゴスラビア代表
- セルビア・モンテネグロ代表
  - 2006 FIFAワールドカップ

### 試合数
- 国際Aマッチ 24試合 10得点（ユーゴスラビア代表、2000年-2002年）[7]
- 国際Aマッチ 26試合 7得点（セルビア・モンテネグロ代表、2002年-2006年）[7]

| ユーゴスラビア代表 | 国際Aマッチ | 国際Aマッチ |
| 年                 | 出場        | 得点        |
| ------------------ | ----------- | ----------- |
| 2000               | 8           | 2           |
| 2001               | 9           | 5           |
| 2002               | 7           | 3           |
| 通算               | 24          | 10          |

| セルビア・モンテネグロ代表 | 国際Aマッチ | 国際Aマッチ |
| 年                         | 出場        | 得点        |
| -------------------------- | ----------- | ----------- |
| 2002                       | 3           | 0           |
| 2003                       | 4           | 0           |
| 2004                       | 5           | 1           |
| 2005                       | 10          | 5           |
| 2006                       | 4           | 1           |
| 通算                       | 26          | 7           |

## 獲得タイトル
- パルチザン・ベオグラード

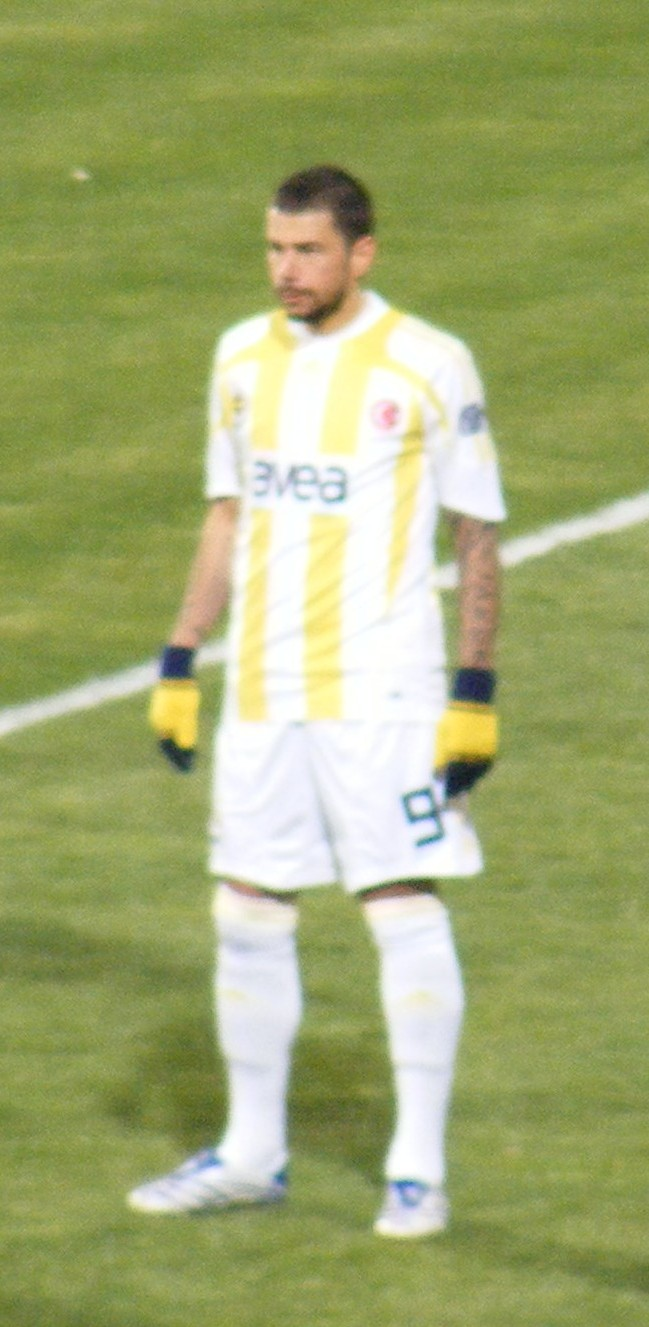
フェネルバフチェ時代

  - ユーゴスラビアリーグ優勝：1回 1998-99
  - ユーゴスラビアリーグ最優秀選手：1回 2000
  - ユーゴスラビアリーグ得点王：1回 1998-99
- PSVアイントホーフェン
  - エールディヴィジ優勝：2回 2000-01, 2002-03
  - オランダ・スーパーカップ優勝：3回 2000, 2001, 2003
  - エールディヴィジ最優秀選手：1回 2003
  - エールディヴィジ得点王：3回 2000-01, 2002-03, 2003-04
- チェルシーFC
  - プレミアリーグ優勝：1回 2004-05
  - FAカップ優勝：1回 2004-05
- フェネルバフチェSK
  - トルコリーグ優勝：1回 2006-07
  - トルコ・スーパーカップ優勝：1回 2007
- パリ・サンジェルマンFC
  - フランスカップ優勝：1回 2009-10
- 南華足球隊
  - 香港FAカップ優勝：1回 2010-11
  - リーグカップ優勝：1回 2010-11
- BATEボリソフ
  - ベラルーシ・プレミアリーグ優勝：1回 2011